# Altrosa
L'altrosa és un monosacàrid que no es troba a la natura. És soluble en l'aigua i pràcticament insoluble en metanol. Tanmateix la L-altrosa s'ha aïllat en el bacteri Butyrivibrio fibrisolvens. L'altrosa és un epímer C-3 de la manosa.

Projecció de Haworth de diverses formes de la D-altrosa.